# Fruittella

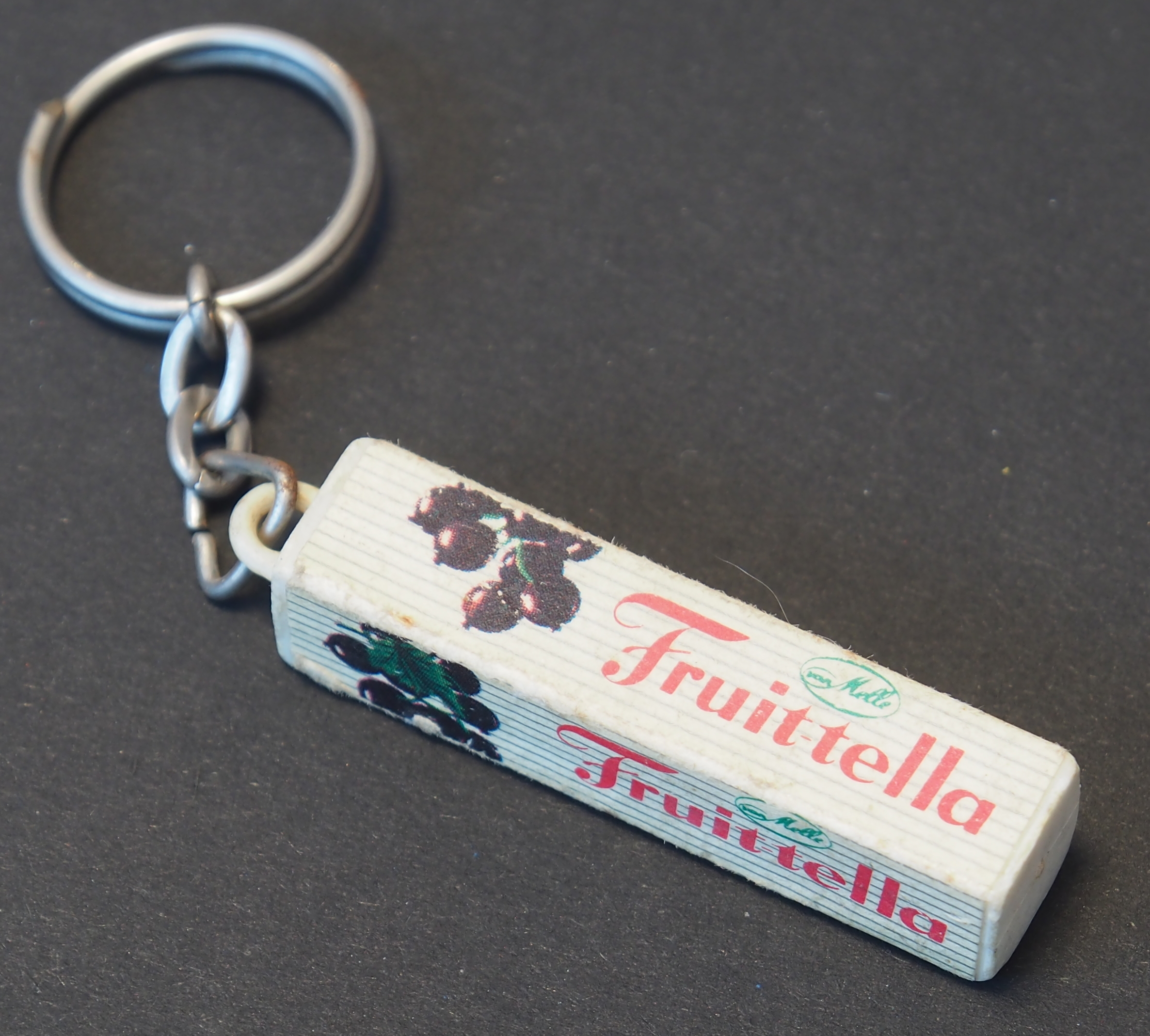
Fruittella sleutelhanger

Fruittella is een zacht kauwsnoepje in diverse fruitsmaken, op basis van gelatine.
De zachte vruchtencaramel werd ontwikkeld door zoetwarenfabrikant Jozef Lax und Sohn in Krakau (Polen). De broers Machiel en Pierre Van Melle kochten de rechten en introduceerden het snoepje in 1931-1932 onder de naam Fruittella op de Nederlandse markt. Deze kauwbonbon-formule vormt ook de basis van de Mentos dragee.
Vanaf 1954 worden de snoepjes in de huidige iconische vierkante rol verpakt, waardoor de verkoop enorm stijgt. De snoepjes werden voor die tijd meestal los verkocht. Na de fusie van Van Melle met het Italiaanse bedrijf Perfetti in 2001, vallen de snoepjes onder Perfetti Van Melle. Elk jaar worden er wereldwijd zo'n 400 miljoen eenheden verkocht.
De snoepjes zijn apart verpakt zodat ze niet aan elkaar plakken in de verpakking. De snoepjes smelten namelijk makkelijk.